# Podgórenski
Podgórenski (ruso: Подго́ренский) es un asentamiento de tipo urbano de Rusia, capital del raión homónimo en la óblast de Vorónezh.
En 2021, el territorio del asentamiento tenía una población de 9647 habitantes, de los cuales 5732 vivían en el propio asentamiento y el resto repartidos en cuatro pedanías: la slobodá de Podgórnoye y los jutorá de Golubin, Lugovói y Shchedrín.
Se ubica unos 20 km al norte de Rósosh, sobre la carretera que lleva a Pávlovsk.

## Historia
La historia de la localidad está unida a la de su pedanía Podgórnoye, con la que forma una conurbación. Podgórnoye, que ocupa la parte septentrional de la conurbación municipal, fue fundada en el siglo XVIII como una slobodá. En 1870 se construyó al sur una estación ferroviaria en la línea de Vorónezh a Rostov del Don, y en torno a ella surgió Podgórenski como poblado ferroviario. El poblado ferroviario se desarrolló notablemente a partir de 1932 con una fábrica de cemento, que aprovechaba los depósitos de marga de los alrededores, y que en sus primeros años suministró cemento para la construcción del metro de Moscú.
La Unión Soviética dio al poblado ferroviario el estatus de capital distrital en 1928, cuando se formaron los raiones de la óblast de Chernozem Central; sin embargo, no fue hasta 1958 cuando dejó de considerarse un barrio de Podgórnoye, al reconocérsele ese año el estatus de asentamiento de tipo urbano como localidad separada. La fábrica de cemento sigue operativa, siendo propiedad de Eurocement desde 2005, y sigue siendo la base de la economía local.